# Arcidiocesi di Crotone-Santa Severina

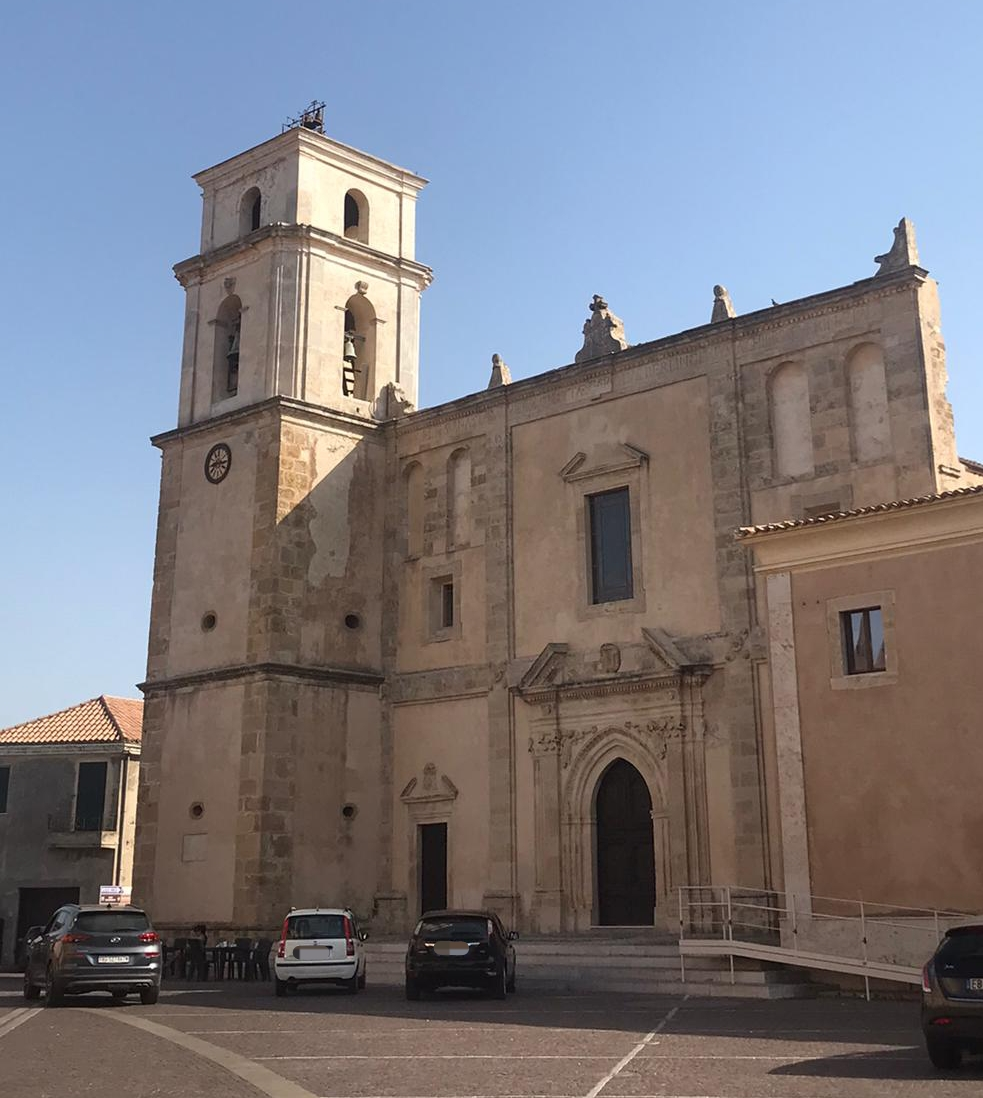
La concattedrale di Santa Severina.

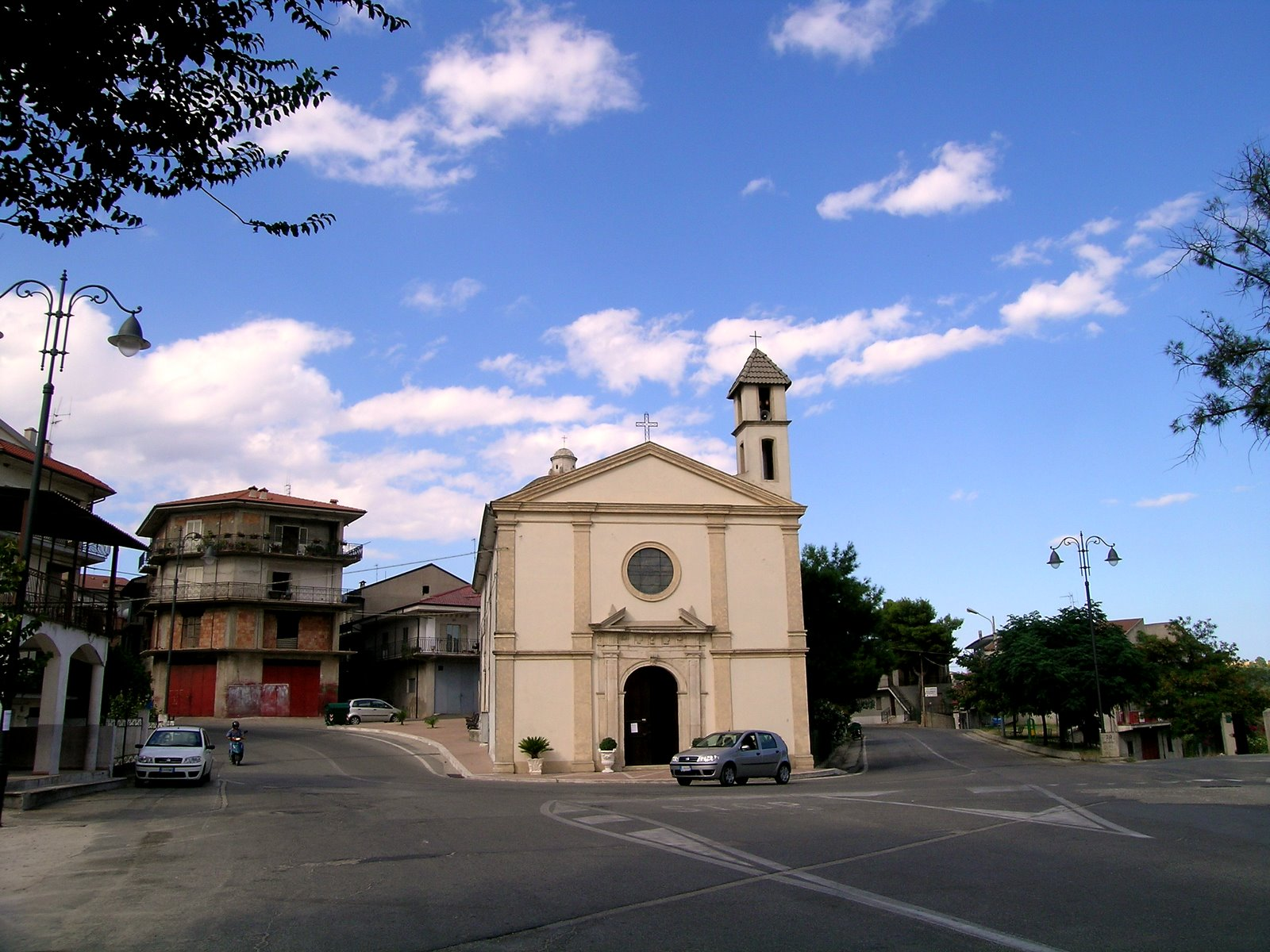
Il santuario della Madonna del Soccorso a San Mauro Marchesato.

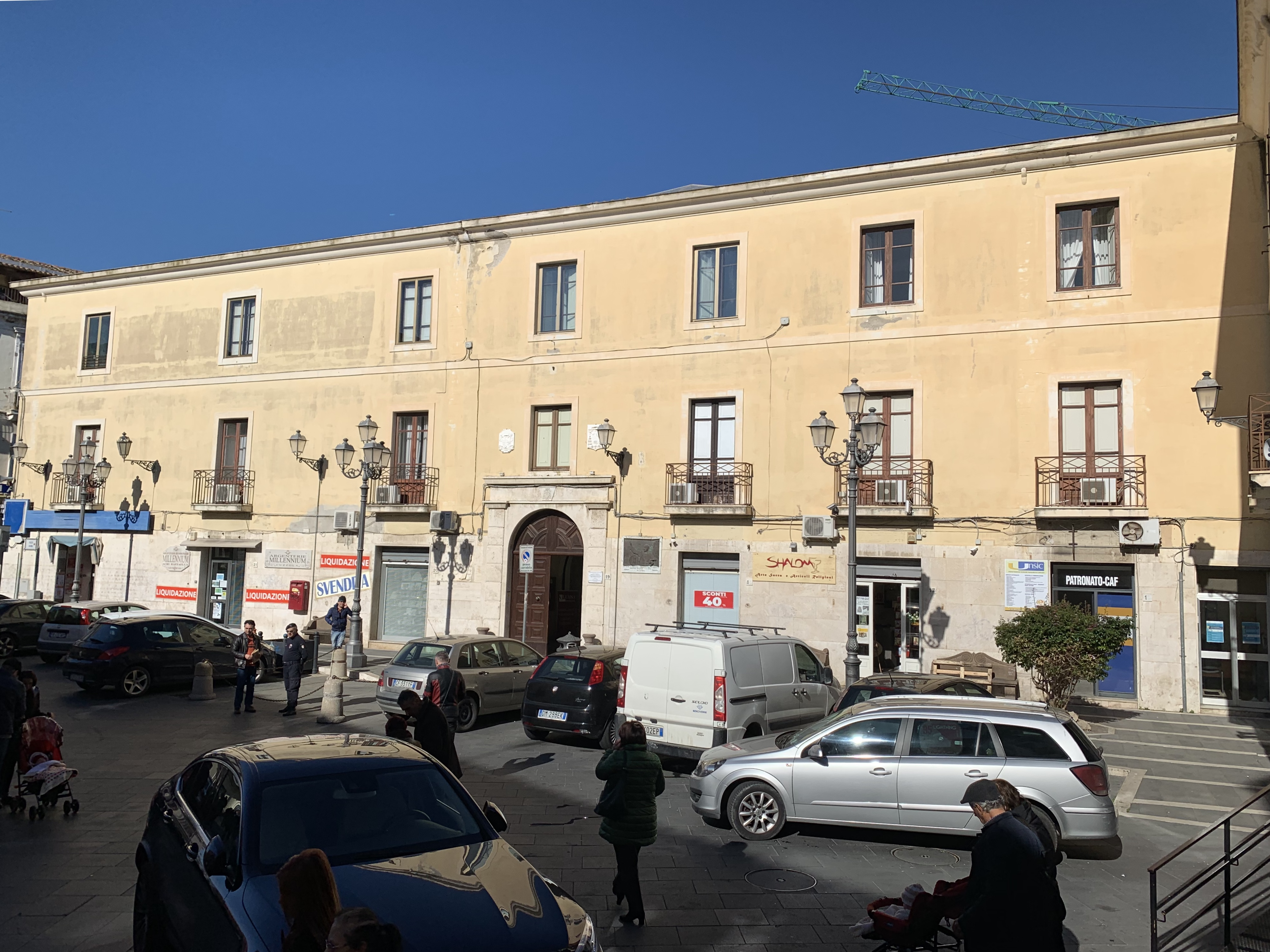
Il palazzo arcivescovile di Crotone.

L'arcidiocesi di Crotone-Santa Severina (in latino Archidioecesis Crotonensis-Sanctae Severinae) è una sede della Chiesa cattolica in Italia suffraganea dell'arcidiocesi di Catanzaro-Squillace appartenente alla regione ecclesiastica Calabria. Nel 2023 contava 189.253 battezzati su 202.187 abitanti. È retta dall'arcivescovo Alberto Torriani.

## Territorio
L'arcidiocesi comprende per intero la provincia di Crotone, più i comuni di Petronà, Cerva, Andali, Belcastro, Marcedusa e Botricello in provincia di Catanzaro.
Sede arcivescovile è la città di Crotone, dove si trova la basilica cattedrale di Santa Maria Assunta. A Santa Severina sorge la concattedrale di Sant'Anastasia.
Nell'arcidiocesi si trovano anche quattro chiese ex cattedrali: la chiesa di San Michele arcangelo a Belcastro, la chiesa di Santa Maria Assunta a Isola di Capo Rizzuto, la chiesa dei Santi Pietro e Paolo a Strongoli e la chiesa di San Donato a Umbriatico. Della cattedrale di San Teodoro di Cerenzia rimangono alcune rovine, mentre nulla rimane della cattedrale di San Leone, nel territorio di Scandale.
Il territorio si estende su 1.885 km² ed è suddiviso in 84 parrocchie, raggruppate in 7 foranie: Crotone, Santa Severina, Cerenzia, Umbriatico, Belcastro, Isola di Capo Rizzuto e Strongoli.

## Storia

### Santa Severina
La più antica menzione della sede di Santa Severina si trova nella Notitia Episcopatuum redatta dall'imperatore bizantino Leone VI (886-912) e databile all'inizio del X secolo. Secondo Vitalien Laurent, la fondazione della sede metropolitana bizantina di Aghia Severina può essere compresa fra l'885 e l'886, nell'epoca stessa in cui la città fu strappata dai Bizantini agli Arabi.
La stessa Notitia Episcopatuum attribuisce a Santa Severina quattro diocesi suffraganee: Umbriatico, Cerenzia, Gallipoli. e Isola. Nei secoli successivi alla provincia ecclesiastica verranno aggiunte anche Belcastro (XII secolo), Strongoli (XII secolo), San Leone (XIII secolo) e Cariati (XV secolo), mentre Gallipoli ne verrà esclusa.
Incerti sono i motivi che hanno spinto i bizantini a creare la provincia ecclesiastica di Santa Severina. Alcuni autori ritengono che, per la sua posizione strategica, Santa Severina sia stata un centro di propaganda bizantina; altri invece sostengono che l'erezione della metropolia sia giustificata da una specie di orgoglio nazionale bizantino, in quanto doveva dissimulare la perdita di Siracusa, caduta in mano Araba nell'878.
Iscrizioni epigrafiche hanno messo in luce l'esistenza di due arcivescovi. Nel cosiddetto battistero della cattedrale si trova il nome di Giovanni, che fece costruire la cattedrale, attorno all'895, in concomitanza con l'erezione dell'arcidiocesi: è il primo arcivescovo di Santa Severina. Nella cattedrale "vecchia", costruita nell'XI secolo, si trova il nome dell'arcivescovo Ambrogio, promotore del nuovo edificio (1036), che fu cattedrale fino al 1274. La Vita di San Nilo menziona altri due arcivescovi, Stefano I e Blattone, vissuti nella seconda metà del X secolo, mentre fonti documentari bizantine attestano l'esistenza degli arcivescovi Basilio nel 997 e Giovanni II nel 1032. L'ultimo arcivescovo prima della fine della dominazione bizantina è l'anonimo che assistette nel 1076 alla caduta di Santa Severina in mano normanna e fuggì in seguito a Costantinopoli.
Con l'arrivo dei Normanni, l'arcidiocesi passò progressivamente al rito latino. Tuttavia perdurò la presenza del rito e delle tradizioni greche: ancora durante il pontificato di papa Innocenzo III (inizio XIII secolo) i canonici della cattedrale di rito bizantino erano esentati dalle leggi canoniche relative al celibato.
Con una bolla del 22 marzo 1183, papa Lucio III conferma all'arcivescovo Meleto tutti i suoi privilegi, elenca e conferma tutti i possessi e i beni acquisiti dai precedenti vescovi Andrea e Romano, sancisce e conferma tutte le immunità concesse dai duchi normanni, e infine conferma i suoi diritti metropolitici sulle Chiese di Umbriatico, Strongoli, Cerenzia, Belcastro e Isola, e gli concede l'uso del pallio.
Tra gli arcivescovi del XIII secolo emerge in particolare la figura di Ruggero di Stefanuzia (1273-1295), che fece costruire l'attuale cattedrale di Santa Severina in sostituzione di quella eretta dal greco Ambrogio nel 1036, ma che si distinse per l'appoggio armato dato alla fazione angioina contro quella aragonese in lotta dopo i vespri siciliani per il predominio sulla Calabria, assieme al fratello Lucifero, vescovo di Umbriatico; trasferito a Cosenza nel 1295, troverà la morte sul campo di battaglia.
Nel XVI secolo Giovanni Battista Orsini prese parte al concilio di Trento e a lui si deve la stesura dei canoni riguardanti il matrimonio. Il suo successore Giulio Antonio Santorio contribuì a risolvere il problema dei fedeli di rito bizantino e istituì il seminario diocesano di Santa Severina. Nel 1571, sempre sotto il suo episcopato, fu soppressa la diocesi di San Leone e il suo territorio fu aggregato all'arcidiocesi. Francesco Antonio Santoro (1573-1586) indisse per la prima volta due sinodi provinciali, che videro la partecipazione dei vescovi suffraganei.
Il 27 giugno 1818, in forza della bolla De utiliori di papa Pio VII, la diocesi di Belcastro fu soppressa ed il suo territorio unito a quello dell'arcidiocesi di Santa Severina. A seguito di altre soppressioni, la provincia ecclesiastica severinate comprendeva solamente la diocesi di Cariati.
A partire dagli ultimi anni del XIX secolo, la cattedrale fu interessata da importanti lavori di restauro e recupero archeologico che permisero di collocare meglio l'evoluzione architettonica della cattedrale nel corso dei secoli così come la sua cronotassi episcopale.
Tali ricerche, culminate con la fondazione di una rivista storica (con sede presso la cattedrale) chiamata Siberene, si devono all'interesse dell'allora vicario Antonio Pujia.
Il 6 gennaio 1952, con la bolla Romanis Pontificibus di papa Pio XII, fu soppressa la provincia ecclesiastica di Santa Severina. Questa, mantenendo la dignità arcivescovile, divenne immediatamente soggetta alla Santa Sede, mentre la suffraganea Cariati fu soggetta alla sede metropolitana di Reggio Calabria, che rimase così l'unica metropolia della Calabria.

### Crotone
La diocesi di Crotone fu eretta in epoca antica. Secondo la tradizione l'evangelizzazione del territorio fu opera di Dionigi l'Areopagita, discepolo di san Paolo, verso la fine del I secolo. Indizi documentari sembrano attestare l'esistenza della diocesi già verso la fine del V secolo, con il vescovo Maiorico, menzionato da papa Gelasio I nelle sue lettere, dove però non è mai indicata la sede di appartenenza. Il primo vescovo attribuibile con certezza a Crotone è Giordano, il quale nel 551 si trovava a Costantinopoli assieme a papa Vigilio nella controversa questione dei Tre Capitoli. In seguito la diocesi è ricordata più volte nell'epistolario di Gregorio Magno, dalle quali si evince che nel 592 la sede era vacante per la morte del suo vescovo e il papa intervenne per far sì che i crotonesi eleggessero un nuovo vescovo con l'aiuto di Giovanni di Squillace.
Come attesta l'epistolario di Gregorio Magno, la Calabria non aveva sedi metropolitane e, benché Crotone dal 556 fosse sottomessa politicamente all'impero bizantino, dipendeva dal punto di vista ecclesiastico dal patriarcato di Roma. Solo dalla prima metà dell'VIII secolo, in seguito alle controversie sull'iconoclastia, la Calabria fu sottratta dall'imperatore Leone III Isaurico alla giurisdizione di Roma e sottomessa al patriarcato di Costantinopoli (circa 732). È in questo contesto che la diocesi assunse come rito liturgico quello greco, e venne sottoposta alla provincia ecclesiastica dell'arcidiocesi di Reggio, come attesta la Notitia Episcopatuum redatta dall'imperatore Leone VI (886-912) e databile all'inizio del X secolo.
Nel periodo bizantino, sono documentate le partecipazioni dei vescovi di Crotone al sinodo romano del 680 (Pietro), al concilio di Nicea del 787 (Teotimo) e al concilio di Costantinopoli dell'869-870 (Niceforo). Durante la lotta iconoclasta Crotone divenne un provvidenziale rifugio per i monaci fuggiti dall'Oriente e per le loro icone. In seguito all'erezione della sede arcivescovile di Santa Severina e delle sue suffraganee, il territorio della diocesi si ridusse in pratica a quello della sola città e dei casali presenti nel territorio circostante. Nel X secolo la diocesi subì con sempre più frequenza le incursioni degli Arabi, provenienti dalla vicina Sicilia; in una di queste incursioni trovò la morte anche il vescovo, ucciso nella sua cattedrale dove si era rifugiato.
Verso il 1060 la città di Crotone venne conquistata dai Normanni, che dettero avvio ad una progressiva latinizzazione della diocesi. Nel 1122 papa Callisto II visitò Crotone e vi tenne un sinodo fra i vescovi calabresi. Tuttavia il rito bizantino resterà in uso ancora per due secoli; erano certamente greci i vescovi Atanasio e Filippo; nel 1217 il vescovo Giovanni ottenne da papa Onorio III di poter celebrare in latino o in greco e nel 1221 fu incaricato di riformare i monasteri greci della diocesi, che erano andati via via decadendo dopo l'arrivo dei Normanni; nel 1264 il vescovo Nicola da Durazzo fu scelto dal papa per una missione a Costantinopoli per la sua conoscenza del greco.
Dal XIV secolo la diocesi visse un periodo di crisi e di decadenza, definita «una spelonca di ladri», aggravata da «malgoverno centrale, fiscalismo esagerato, prepotenza impunita dei baroni, delittuose imprese dei banditi, azioni terroristiche dei pirati». Non mancarono vescovi di qualità: Antonio Lucifero (1508-1521), che ricostruì la cattedrale e ristrutturò il palazzo episcopale; Cristóbal Berrocal (1574-1578), che istituì a proprie spese il monte di pietà; Girolamo Carafa (1664-1683), che istituì il seminario diocesano nel 1664 e che l'anno successivo indisse il primo sinodo. Altri quattro sinodi furono celebrati prima dell'Ottocento, occasionati dalla necessità di riformare il clero e la disciplina, come annota Giuseppe Capocchiani nella sua relazione in occasione della visita ad limina del 1775; il vescovo infatti «denuncia alcuni gravi abusi tra cui: il continuo allontanarsi dei preti dalla diocesi; la fretta e la sciattezza nel celebrare la messa; l'invecchiamento delle specie eucaristiche; la mancata recita del breviario; la cattiva condotta del clero».
Il 27 giugno 1818 la diocesi di Isola fu soppressa con la bolla De utiliori e il suo territorio fu unito a quello della diocesi di Crotone.
Nel 1845 il vescovo Leonardo Todisco Grande (1834-1849) indisse un altro sinodo, dove fu fatto obbligo ai preti di osservare le decisioni del concilio di Trento, segno che a tre secoli di distanza questi non erano ancora ottemperati.
Dal 1925 al 1946 Crotone fu unita in persona episcopi con l'arcidiocesi di Santa Severina, unione che ebbe termine con la nomina di Pietro Raimondi, che per 25 anni governò la sola diocesi di Crotone.

### Crotone-Santa Severina
Il 21 dicembre 1973, con tre nomine distinte, Giuseppe Agostino fu nominato arcivescovo di Santa Severina, vescovo di Crotone e vescovo di Cariati, unendo così in persona episcopi le tre sedi. L'unione con Cariati durò fino al 1979.
Il 4 aprile 1979, con la bolla Quo aptius di papa Giovanni Paolo II, la diocesi di Cariati cedette il territorio dei comuni in provincia di Catanzaro, tra cui anche le antiche città episcopali di Cerenzia, di Umbriatico e di Strongoli, alla diocesi di Crotone, che a sua volta cedette la parrocchia San Leonardo di Cutro all'arcidiocesi di Santa Severina.
Il 30 settembre 1986, con il decreto Instantibus votis della Congregazione per i vescovi, le due sedi di Santa Severina e Crotone, già unite in persona episcopi dal 1973, furono unite con la formula plena unione e la circoscrizione ecclesiastica ha assunto il nome attuale, conservando il titolo arcivescovile che apparteneva alla sede di Santa Severina. L'arcidiocesi mantenne la suffraganeità con l'arcidiocesi di Reggio Calabria, contestualmente rinominata "arcidiocesi di Reggio Calabria-Bova".
Tra il 1988 ed il 1989 si è celebrato il primo sinodo dopo l'unione delle due sedi episcopali.
Il 12 marzo 1988, con la lettera apostolica Croton urbs, papa Giovanni Paolo II ha confermato la Beata Maria Vergine di Capocolonna patrona principale dell'arcidiocesi.
Il 30 gennaio 2001 l'arcidiocesi è entrata a far parte della provincia ecclesiastica dell'arcidiocesi di Catanzaro-Squillace con la bolla Maiori Christifidelium di papa Giovanni Paolo II.

## Cronotassi dei vescovi
Si omettono i periodi di sede vacante non superiori ai 2 anni o non storicamente accertati.

### Vescovi di Crotone
- Maiorico ? † (menzionato nel 494)[18]
- Flaviano ? † (circa 537 - 550)[19]
- Giordano † (menzionato nel 551)
- Anonimo † (? - 592 deceduto)
- Teodosio † (menzionato nel 649)
- Pietro † (menzionato nel 680)
- Teotimo † (menzionato nel 787)
- Niceforo † (menzionato nell'870)
- Anonimo † (X secolo)
- Atanasio † (menzionato nel 1121)
- Filippo † (prima del 1159 - dopo il 1179)[20]
- Anonimo ? † (menzionato nel 1199)[21]
- Giovanni I † (prima del 1216 - dopo il 1223[22])
- Romualdo † (menzionato circa 1235/1240)
  - Mauro † (illegittimo)
- Nicola da Durazzo † (2 settembre 1254 - dopo il 1266/1267)
  - Sede vacante (1267-1272/73)
- Federico † (1274 - dopo il 1280)
- Giovanni II † (? - 1346 deceduto)
- Guglielmo † (17 febbraio 1346 - 1348 deceduto)
- Nicola Malopera † (5 novembre 1348 - 1357 deceduto)
- Bernardo de Agrevolo, O.P. † (25 gennaio 1358 - ? deceduto)
- Giovanni III, O.Min. † (5 settembre 1365 - ? deceduto)
- Rinaldo † (11 agosto 1372 - 1402 deceduto)
- Antonio Spolitano † (18 agosto 1402 - 1410 deceduto[23])
- Lorenzo † (26 marzo 1410 - 1427 dimesso)
- Giordano de Lavello † (12 settembre 1427 - 1439 deceduto)[24]
- Galeazzo Quattromani † (27 gennaio 1440 - 1444 deceduto)
- Crucheto, O.F.M. † (27 gennaio 1444 - 1457 deceduto)
- Guglielmo de Franciscis † (5 ottobre 1457 - 20 ottobre 1462 deceduto)
- Giovanni Antonio Campano † (20 ottobre 1462 - 23 maggio 1463 nominato vescovo di Teramo)
- Martino † (3 febbraio 1464 - 1465 deceduto)
- Antonio Caffaro † (15 dicembre 1465 - ? deceduto)
- Bernardo de Ruggeri † (8 gennaio 1473 - 1480 deceduto)
- Giovanni da Viterbo † (16 febbraio 1481 - 25 novembre 1496 deceduto)
- Andrea della Valle † (2 dicembre 1496 - 23 febbraio 1508 nominato vescovo di Mileto)
- Antonio Lucifero † (15 marzo 1508 - 1521 deceduto)
- Andrea della Valle † (4 settembre 1522 - 14 novembre 1524 dimesso) (per la seconda volta)
- Giovanni Matteo Lucifero † (14 novembre 1524 - 1551 deceduto)
- Pietro Paolo Caporella, O.F.M.Conv. † (28 settembre 1552 - 1556 deceduto)
- Francisco Aguirre † (10 dicembre 1557 - 15 novembre 1564 nominato vescovo di Tropea)
- Antonio Minturno † (13 luglio 1565 - 1574 deceduto)
- Cristóbal Berrocal † (11 agosto 1574 - 1578 deceduto)
- Marcello Maiorana, C.R. † (6 ottobre 1578 - 13 novembre 1581 nominato vescovo di Acerra)
- Giuseppe Faraoni † (26 novembre 1581 - 1588 deceduto)
- Mario Bolognini † (3 ottobre 1588 - 7 gennaio 1591 nominato arcivescovo di Salerno)
- Claudio de Curtis † (13 novembre 1591 - 1595 deceduto)
- Juan López, O.P. † (5 giugno 1595 - 15 novembre 1598 nominato vescovo di Monopoli)
- Tommaso Monti, C.R. † (17 febbraio 1599 - 4 dicembre 1608 deceduto)
- Carlo Catalani † (24 novembre 1610 - 1622 deceduto)
- Diego Cabeza de Vaca † (20 novembre 1623 - dicembre 1625 deceduto)
  - Sede vacante (1625-1628)
- Niceforo Melisseno Comneno † (29 maggio 1628 - 5 febbraio 1635 deceduto)
  - Sede vacante (1635-1638)
- Juan Pastor, O.M. † (30 agosto 1638 - 1664 deceduto)
- Girolamo Carafa, C.R. † (31 marzo 1664 - ottobre 1683 deceduto)
  - Sede vacante (1683-1690)
- Marco de Rama, O.S.A. † (22 maggio 1690 - 4 agosto 1709 deceduto)
  - Sede vacante (1709-1715)
- Michele Guardia † (4 febbraio 1715 - ottobre 1718 deceduto)
- Anselmo de la Peña, O.S.B. † (2 ottobre 1719 - 27 settembre 1723 nominato vescovo di Agrigento)
- Gaetano Costa, O.F.M.Ref. † (22 novembre 1723 - 27 gennaio 1753 deceduto)
- Domenico Zicari † (23 luglio 1753 - 3 gennaio 1757 nominato arcivescovo di Reggio Calabria)
- Mariano Amato † (28 marzo 1757 - dicembre 1765 deceduto)
- Bartolomeo Amoroso † (2 giugno 1766 - 19 dicembre 1771 deceduto)
  - Sede vacante (1771-1774)
- Giuseppe Capocchiani † (18 aprile 1774 - 15 ottobre 1788 deceduto)
  - Sede vacante (1788-1792)
- Ludovico Ludovici, O.F.M. † (26 marzo 1792 - 18 dicembre 1797 nominato vescovo di Policastro)
- Rocco Coiro † (18 dicembre 1797 - marzo 1812 deceduto)
  - Sede vacante (1812-1818)
- Domenico Feudale † (25 maggio 1818 - 6 marzo 1828 deceduto)
- Zaccaria Boccardo † (18 maggio 1829 - 7 aprile 1833 deceduto)
- Leonardo Todisco Grande † (20 gennaio 1834 - 20 aprile 1849 nominato vescovo di Ascoli Satriano e Cerignola)
- Gabriele Ventriglia d'Alife † (20 aprile 1849 - 15 marzo 1852 nominato vescovo di Caiazzo)
- Luigi Sodo † (18 marzo 1852 - 27 giugno 1853 nominato vescovo di Telese-Cerreto Sannita)
- Luigi Laterza † (27 giugno 1853 - 11 febbraio 1860 deceduto)
- Luigi Maria Lembo † (23 marzo 1860 - 24 giugno 1883 deceduto)
- Giuseppe Cavaliere † (24 giugno 1883 succeduto - agosto 1899 deceduto)
- Emanuele Merra † (14 dicembre 1899 - 27 marzo 1905 nominato vescovo di San Severo)
  - Sede vacante (1905-1909)
- Saturnino Peri † (30 giugno 1909 - 16 dicembre 1920 nominato vescovo di Iglesias)
  - Sede vacante (1920-1925)
- Carmelo Pujia † (13 febbraio 1925 - 11 febbraio 1927 nominato arcivescovo di Reggio Calabria)
- Antonio Galati † (2 giugno 1928 - 2 marzo 1946 deceduto)
- Pietro Raimondi † (8 maggio 1946 - 21 giugno 1971 ritirato)
  - Sede vacante (1971-1973)
- Giuseppe Agostino † (21 dicembre 1973 - 30 settembre 1986 nominato arcivescovo di Crotone-Santa Severina)

### Arcivescovi di Santa Severina
- Giovanni I † (menzionato nell'895 circa)
- Stefano I † (menzionato nel 970 circa)[25]
- Blattone ? † (menzionato nel 980 circa)[26]
- Basilio † (menzionato nel 997)
- Giovanni II † (menzionato nel 1032)
- Ambrogio † (menzionato nel 1036)
- Anonimo † (menzionato nel 1076)[27]
- Stefano II † (prima del 1089 - dopo il 1096)
- Costantino † (prima del 1099 - dopo il 1115)
- Severo † (menzionato a febbraio/marzo 1118)[28]
- Gregorio † (prima di novembre 1118 - dopo il 1122 circa)
- Giovanni III † (menzionato nel 1130)
- Romano † (prima del 1132 - dopo il 1143)
- Andrea † (seconda metà del XII secolo)
- Meleto † (menzionato nel 1183)
  - Giovanni IV † (autunno 1197 - febbraio 1198 deposto) (vescovo intruso)
- Bartolomeo I † (1198 - 1205 deceduto)
- Dionisio † (settembre 1205 consacrato - dopo il 1229 deceduto)
- Bartolomeo II † (prima del 1234 - circa 1254 deceduto)
- Nicola da San Germano † (9 novembre 1254 - dopo il 1258)
- Giovanni di Caramanita † (prima di marzo 1263 - dopo giugno 1264)
- Angelo † (? - 1268 deceduto)
- Ugo di Nissun † (20 giugno 1268 - 11 agosto 1271 deceduto)
- Bernardo ? † (circa 1272-1273)[29]
- Ruggero di Stefanuzia (o di Nerenta) † (1º giugno 1273 - 15 agosto 1295 nominato arcivescovo di Cosenza)
- Lucifero di Stefanuzia † (23 dicembre 1296 - circa 1319 deceduto)[30]
- Giovanni di Policastro † (31 maggio 1320 - ? deceduto)
- Pietro † (23 maggio 1340 - 1348 deceduto)
- Guglielmo † (3 ottobre 1348 - ? deceduto)
- Amico † (3 agosto 1377 - ? deceduto)
  - Giovanni da Eboli, O.F.M. † (21 febbraio 1388 - ? deceduto) (illegittimo)
- Gregorio †
- Matteo † (? - 1399 deceduto)
- Gerardo † (27 settembre 1399 - 1400 deceduto)
- Giacomo † (7 ottobre 1400 - circa 1410[31] deceduto)
- Angelo II † (19 dicembre 1412 - 1429[32] deceduto)
- Antonio Sangallo † (23 dicembre 1429 - circa 1453 deceduto)
- Simone Biondo, O.P. † (17 settembre 1453 - ? deceduto)
- Antonio † (1º giugno 1461 - 1483 deceduto)
- Pietro Orseoli † (22 febbraio 1483 - 1483 deceduto)
- Enrico de lo Moyo, O.Cist. † (6 giugno 1483 - 1488 deceduto)
- Alessandro della Marra † (9 giugno 1488 - 1509 deceduto)
- Giovanni Matteo Sartori † (28 marzo 1509 - 15 novembre 1531 nominato vescovo di Volterra)
  - Giovanni Salviati † (15 novembre 1531 - 14 giugno 1535 dimesso) (amministratore apostolico)
- Giulio Sartori † (14 giugno 1535 - 1554 dimesso)
- Giovanni Battista Orsini † (27 agosto 1554 - 15 febbraio 1566 deceduto)
- Giulio Antonio Santori † (6 marzo 1566 - 9 gennaio 1573 dimesso)
- Francesco Antonio Santorio † (9 gennaio 1573 - 28 luglio 1586 nominato arcivescovo di Acerenza)
- Alfonso Pisani † (11 agosto 1586 - 31 ottobre 1623 deceduto)
- Fausto Caffarelli † (29 gennaio 1624 - 17 novembre 1651 deceduto)
  - Sede vacante (1651-1654)
- Giovanni Antonio Paravicini † (23 marzo 1654 - 17 novembre 1659 deceduto)
- Francesco Falabella † (5 aprile 1660 - giugno 1670 deceduto)
- Giuseppe Palermo † (1º settembre 1670 - novembre 1673 deceduto)
- Muzio Soriano † (19 febbraio 1674 - 26 agosto 1679 deceduto)
- Carlo Berlingeri † (27 novembre 1679 - 5 gennaio 1719 deceduto)
- Nicola Pisanelli, C.R. † (29 marzo 1719 - dicembre 1731 deceduto)
- Luigi d'Alessandro † (7 maggio 1732 - 15 luglio 1743 nominato vescovo di Alessano)
- Nicolò Carmine Falcone † (15 luglio 1743 - 1º marzo 1759 deceduto)
- Giovanni Battista Pignatelli † (28 maggio 1759 - 24 gennaio 1763 nominato vescovo di Anglona)
- Antonio Ganini † (24 gennaio 1763 - 15 gennaio 1795 deceduto)
  - Sede vacante (1795-1797)
- Pietro Fedele Grisolia † (18 dicembre 1797 - 9 gennaio 1809 deceduto)
  - Sede vacante (1809-1818)
- Salvatore Maria Pignattaro, O.P. † (25 maggio 1818 - 24 novembre 1823 nominato arcivescovo, titolo personale, di Isernia)
- Lodovico de Gallo, O.F.M.Cap. † (12 luglio 1824 - 3 aprile 1848 deceduto)
- Annibale-Raffaele Montalcini, C.SS.R. † (11 dicembre 1848 - 23 novembre 1861 deceduto)
  - Sede vacante (1861-1872)
- Alessandro de Risio, C.SS.R. † (6 maggio 1872 - 30 novembre 1896 dimesso[33])
- Nicola Piccirilli † (30 novembre 1896 - 14 novembre 1904 nominato arcivescovo di Conza e Campagna)
- Carmelo Pujia † (30 ottobre 1905 - 11 febbraio 1927 nominato arcivescovo di Reggio Calabria)
- Antonio Galati † (1º luglio 1927 - 2 marzo 1946 deceduto)
  - Sede vacante (1946-1952)
- Giovanni Francesco Dadone † (28 marzo 1952 - 17 settembre 1963 nominato arcivescovo, titolo personale, di Fossano)
- Michele Federici † (27 ottobre 1963 - 21 dicembre 1973 nominato arcivescovo, titolo personale, di Veroli-Frosinone e di Ferentino)
- Giuseppe Agostino † (21 dicembre 1973 - 30 settembre 1986 nominato arcivescovo di Crotone-Santa Severina)

### Arcivescovi di Crotone-Santa Severina
- Giuseppe Agostino † (30 settembre 1986 - 30 settembre 1998 nominato arcivescovo di Cosenza-Bisignano)
- Andrea Mugione † (21 novembre 1998 - 3 maggio 2006 nominato arcivescovo di Benevento)
- Domenico Graziani (21 novembre 2006 - 7 novembre 2019 ritirato)
- Angelo Raffaele Panzetta (7 novembre 2019 - 28 agosto 2024 nominato arcivescovo coadiutore di Lecce)[34]
- Alberto Torriani, dall'11 dicembre 2024

## Statistiche
L'arcidiocesi nel 2023 su una popolazione di 202.187 persone contava 189.253 battezzati, corrispondenti al 93,6% del totale.
| anno                                  | popolazione | popolazione | popolazione | presbiteri | presbiteri | presbiteri | presbiteri                | diaconi | religiosi | religiosi | parrocchie |
| anno                                  | battezzati  | totale      | %           | numero     | secolari   | regolari   | battezzati per presbitero | diaconi | uomini    | donne     | parrocchie |
| ------------------------------------- | ----------- | ----------- | ----------- | ---------- | ---------- | ---------- | ------------------------- | ------- | --------- | --------- | ---------- |
| diocesi di Crotone                    |             |             |             |            |            |            |                           |         |           |           |            |
| 1950                                  | 40.000      | 40.000      | 100,0       | 23         | 21         | 2          | 1.739                     |         | 2         | 48        | 9          |
| 1970                                  | 61.000      | 61.800      | 98,7        | 37         | 23         | 14         | 1.648                     | 1       | 15        | 59        | 15         |
| 1980                                  | 125.569     | 126.838     | 99,0        | 66         | 42         | 24         | 1.902                     | 2       | 26        | 94        | 41         |
| arcidiocesi di Santa Severina         |             |             |             |            |            |            |                           |         |           |           |            |
| 1949                                  | 60.000      | 60.000      | 100,0       | 42         | 34         | 8          | 1.428                     |         | 8         | 27        | 23         |
| 1970                                  | 62.000      | 63.800      | 98,4        | 44         | 31         | 13         | 1.409                     |         | 16        | 52        | 25         |
| 1980                                  | 70.000      | 70.900      | 98,7        | 35         | 23         | 12         | 2.000                     |         | 12        | 63        | 27         |
| arcidiocesi di Crotone-Santa Severina |             |             |             |            |            |            |                           |         |           |           |            |
| 1990                                  | 187.000     | 188.900     | 99,0        | 104        | 76         | 28         | 1.798                     | 5       | 29        | 177       | 76         |
| 1999                                  | 202.755     | 203.855     | 99,5        | 114        | 85         | 29         | 1.778                     | 18      | 32        | 162       | 81         |
| 2000                                  | 202.630     | 203.730     | 99,5        | 117        | 89         | 28         | 1.731                     | 18      | 31        | 160       | 81         |
| 2001                                  | 202.550     | 203.550     | 99,5        | 118        | 89         | 29         | 1.716                     | 20      | 32        | 156       | 81         |
| 2002                                  | 202.500     | 203.550     | 99,5        | 111        | 83         | 28         | 1.824                     | 18      | 30        | 153       | 81         |
| 2003                                  | 201.250     | 202.350     | 99,5        | 110        | 89         | 21         | 1.829                     | 19      | 24        | 118       | 80         |
| 2004                                  | 201.185     | 202.270     | 99,5        | 115        | 94         | 21         | 1.749                     | 19      | 23        | 118       | 80         |
| 2006                                  | 199.700     | 200.900     | 99,4        | 116        | 95         | 21         | 1.721                     | 16      | 23        | 143       | 81         |
| 2013                                  | 202.600     | 205.500     | 98,6        | 110        | 94         | 16         | 1.841                     | 23      | 17        | 125       | 79         |
| 2016                                  | 184.413     | 186.613     | 98,8        | 122        | 103        | 19         | 1.511                     | 20      | 20        | 60        | 82         |
| 2019                                  | 183.200     | 186.431     | 98,3        | 116        | 103        | 13         | 1.579                     | 18      | 14        | 78        | 85         |
| 2021                                  | 188.992     | 205.427     | 92,0        | 111        | 100        | 11         | 1.702                     | 14      | 16        | 76        | 84         |
| 2023                                  | 189.253     | 202.187     | 93,6        | 107        | 100        | 7          | 1.768                     | 14      | 8         | 79        | 84         |

### Per Crotone
- Francesco Lanzoni, Le diocesi d'Italia dalle origini al principio del secolo VII (an. 604), I, Faenza, 1927,  p. 342.
- (FR) Louis Duchesne, Les évêchés de Calabre, in Scripta Minora. Études de topographie romaine et de géographie ecclésiastique, Roma, 1973,  pp. 439-454.
- (LA) Pius Bonifacius Gams, Series episcoporum Ecclesiae Catholicae, Graz, 1957,  pp. 879-880.
- (LA)  Konrad Eubel, Hierarchia Catholica Medii Aevi, vol. 1, p. 213; vol. 2, pp. 138–139; vol. 3, p. 180; vol. 4, p. 166; vol. 5, p. 174; vol. 6, p. 185

### Per Santa Severina
- (EN) L'arcidiocesi di Santa Severina, su Catholic Hierarchy.
- (EN) L'arcidiocesi di Santa Severina, su Giga Catholic.
- L'arcidiocesi di Santa Severina, su BeWeB - Beni ecclesiastici in web.
- Francesco Russo, La metropolia di Santa Severina, in Archivio storico per la Calabria e la Lucania, XVI, 1947,  pp. 1-20.
- (FR) Vitalien Laurent, A propos de la métropole de Santa Severina en Calabre. Quelques remarques, in Revue des études byzantines, vol. 22, n. 22, Année 1964,  pp. 176-183.
- Francesco Le Pera, Alcune note sulla cronotassi degli Arcivescovi di Santa Severina, in Quaderni Siberenensi: prima parte,  febbraio 2000 (archiviato dall'url originale il 2 aprile 2015), pp. 27–38; seconda parte,  giugno 2001 (archiviato dall'url originale il 2 aprile 2015), pp. 9–26; terza parte,  ottobre 2002 (archiviato dall'url originale il 2 aprile 2015), pp. 12–52
- (DE) Norbert Kamp, Kirche und Monarchie im staufischen Königreich Sizilien, 2, Prosopographische Grundlegung: Bistümer und Bischöfe des Königreichs 1194 - 1266; Apulien und Kalabrien, München, 1975,  pp. 882-892.
- (LA) Pius Bonifacius Gams, Series episcoporum Ecclesiae Catholicae, Graz, 1957,  p. 922.
- (LA)  Konrad Eubel, Hierarchia Catholica Medii Aevi, vol. 1, pp. 448–449; vol. 2, p. 236; vol. 3, p. 298; vol. 4, p. 314; vol. 5, p. 355; vol. 6, p. 378
- (LA) Bolla Romanis Pontificibus (PDF), AAS 44 (1952), pp. 516–518